# Porcys
Porcys – niezależny serwis muzyczny założony w 2001 roku przez Błażeja Mendalę, Borysa Dejnarowicza i Michała Zagrobę.

## Działalność
Archiwum portalu składa się z kilku tysięcy tekstów, przede wszystkim recenzji płyt i singli, a także artykułów poświęconych rozmaitym zjawiskom muzycznym oraz wywiadów z czołowymi postaciami polskiej i światowej muzyki alternatywnej. Ze względu na charakterystyczny i kontrowersyjny ton recenzji, zainspirowany stylem prezentowanym przez amerykański portal Pitchfork, pojawienie się Porcysa bywa uważane za jeden z momentów wyznaczających narodziny nowego języka pisania o muzyce w Polsce. Autorzy portalu podjęli „próbę przewartościowania kanonu współczesnej muzyki rozrywkowej” oraz polemikę „z dominującą do niedawna w polskim dziennikarstwie muzycznym optyką rockową, rehabilitując czy wręcz przedstawiając młodemu pokoleniu fanów ambitny pop czy jazz". Ponadto jako jedni z pierwszych wprowadzili format recenzji pisanych wspólnie przez kilku autorów. Na pierwszym etapie działalności serwis zajmował się głównie gitarową muzyką niezależną (tzw. indie rockiem). Później, zgodnie z trendami w anglojęzycznych portalach o muzyce, zwrócił się w większym stopniu ku muzyce pop, r&b czy hip hop. Niektórzy recenzenci Porcys publikowali też w innych drukowanych i internetowych periodykach, takich jak m.in. „Przekrój”, „HIRO", „RedBull.pl”, „T-Mobile Music”, „Muzyka Onet”, „Dwutygodnik” czy „Aktivist”. Są również zapraszani do grona dziennikarzy uczestniczących w prestiżowych rankingach na Płytę Roku „Gazety Wyborczej”.
Od 2005 Porcys firmował własną audycję w Akademickim Radiu Kampus, prowadzoną przez redaktorów serwisu.
W 2010 i 2011 aktywny był bliźniaczy serwis Porcys o nazwie Porcysmedia – dla odmiany poświęcony wszelkim dziedzinom (pop)kultury i rozrywki innym, niż muzyka popularna. W grudniu 2011 w warszawskim klubie Urban Garden odbyły się uroczyste obchody dziesięciolecia istnienia serwisu, podczas których wystąpili na żywo polscy artyści Jazzpospolita, Furia Futrzaków oraz Iza Lach, a także Baxter (z Finlandii) i Juvelen (ze Szwecji). Tego wieczoru doszło też do pierwszego w Polsce publicznego odsłuchu kwadrofonicznego albumu z eksperymentalną muzyką rockową Zaireeka The Flaming Lips.

## Redaktorzy naczelni
- 2001–2004 – Błażej Mendal
- 2004–2007 – Borys Dejnarowicz
- 2007–2009 – Michał Zagroba
- 2009–2017 – Wojciech Sawicki
- od 2017 – Tomasz Skowyra

## Podsumowania i rankingi
Serwis znany jest ze swoich regularnych podsumowań najlepszych płyt i singli roku, zwykle publikowanych w styczniu roku kolejnego. Wyniki tych rankingów są uwzględniane przez szwedzki portal AcclaimedMusic przy zliczaniu zsumowanych list i rankingów za poszczególne lata i dekady. Porcys opublikował także przekrojowe zestawienia najlepszych płyt i singli dekady lat 1990–1999, lat 2000–2009 oraz XX wieku w Polsce. W 2009 serwis opublikował ranking Porcys’s Guide to Pop na temat 150 najważniejszych wykonawców w historii muzyki popularnej. Podsumowanie było częściowo publikowane w odcinkach w portalu CGM.
Pierwsza dwudziestka zestawienia Porcys's Guide to Pop
| 1.  | The Beatles            |
| 2.  | The Beach Boys         |
| 3.  | The Velvet Underground |
| 4.  | David Bowie            |
| 5.  | Bob Dylan              |
| 6.  | Pink Floyd             |
| 7.  | Kraftwerk              |
| 8.  | The Rolling Stones     |
| 9.  | My Bloody Valentine    |
| 10. | Brian Eno              |
| 11. | The Clash              |
| 12. | James Brown            |
| 13. | Talking Heads          |
| 14. | Led Zeppelin           |
| 15. | Radiohead              |
| 16. | The Smiths             |
| 17. | Prince                 |
| 18. | Jimi Hendrix           |
| 19. | XTC                    |
| 20. | Can                    |